# Gabriella Cilmi
Gabriella Lucia Cilmi (Dandenong, Austràlia, 10 d'octubre de 1991) és una cantant australiana d'origen italià de música soul, jazz i R&B.
És filla d'immigrants d'origen italià. El 2004, Cilmi va cridar l'atenció de l'executiu de Warner Music Michael Parisi, en donar una versió improvisada de la cançó dels Rolling Stones "Jumping Jack Flash" a la Festa Lygon Street, un festival de barri a Melbourne. A l'edat de 13 anys, Cilmi va viatjar als EUA i el Regne Unit amb Adrian Hannan i va tenir l'oportunitat d'estudiar quatre ofertes importants amb discogràfiques als EUA.
Lessons to Be Learned és el seu àlbum de debut, llançat al Regne Unit el 31 de març de 2008 per Island Records i a Austràlia el 10 de maig de 2008 per Mushroom Records. El senzill "Sweet About Me" va debutar al UK Singles Chart al número seixanta-vuit (9 de març de 2008) i va pujar a la posició cinquanta la setmana següent. El senzill va pujar de nou al número vint diverses setmanes després que el CD estiguera disponible en les tendes. Tot i caure a continuació al número vint-i-tres, el 18 de maig tornà a entrar en els vint primers en el número dinou, i va assolir la seva posició més alta a la Chart del 15 de juny de 2008, quan es va col·locar a la sisena posició. Ten és el segon àlbum de Gabriella Cilmi, llançat el 22 de març de 2010 a Austràlia.

## Discografia
- 2008 - Lessons to Be Learned.
- 2010 - Ten